# 瘦橋

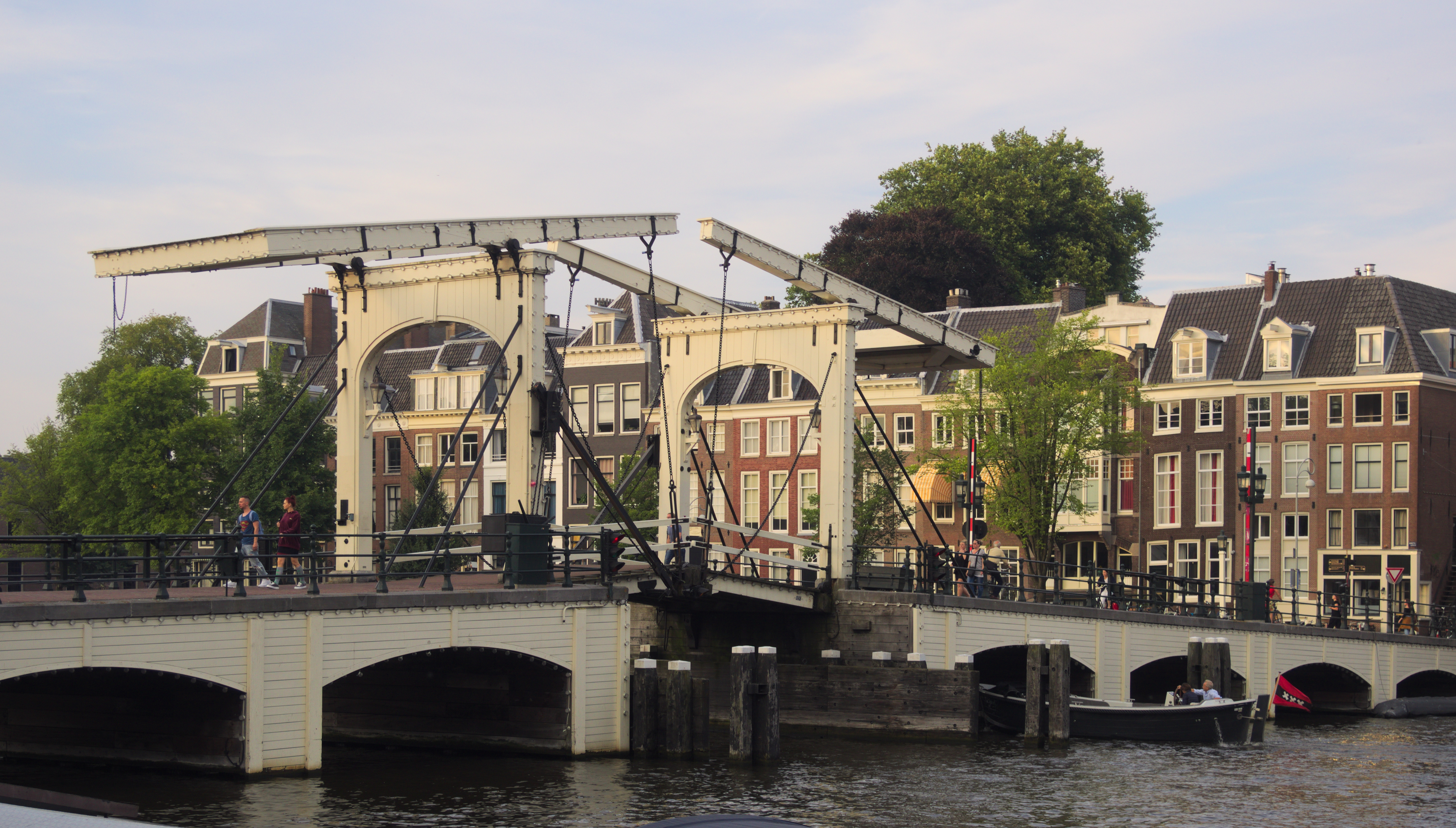
瘦橋

瘦橋（荷蘭語：Magere Brug）是位於荷蘭首都阿姆斯特丹市中心的一座吊橋。瘦橋是阿姆斯特丹所有可開閉的吊橋中唯一一座木製的吊橋。現在的瘦橋修建於1934年。

## 外部連結
- 360° panorama （页面存档备份，存于）
- Images of the Bridge[永久]

52°21′49″N 4°54′09″E / 52.36361°N 4.90250°E